# Pirmin Blaak
Pirmin Blaak (Roterdã, 8 de março de 1988) é um jogador de hóquei sobre a grama neerlandês, que atua na posição de goleiro.

## Carreira
Blaak começou a jogar hóquei no HC Barendrecht. Em 2000, mudou-se para Rotterdam, com quem conquistou seu primeiro título nacional em 2013. Jogou lá por 16 anos até 2016, quando mudou para Oranje-Rood.
Blaak fez sua estreia pela seleção nacional em 2011. Ele foi o segundo goleiro atrás de Jaap Stockmann até 2016, quando se tornou o primeiro goleiro conjunto com Sam van der Ven. Para a Copa do Mundo de 2018, ele foi escolhido como o primeiro goleiro do torneio. Em junho de 2019, ele foi selecionado como o primeiro goleiro conjunto da seleção da Holanda para o Campeonato EuroHockey de 2019. Eles ganharam a medalha de bronze ao derrotar a Alemanha por 4–0. 
Nos Jogos Olímpicos de Verão de 2024, em Paris, conquistou a medalha de ouro no torneio masculino do hóquei sobre a grama, após vencer na final confronto contra a equipe alemã por pênaltis.